# Fallout (computerspelserie)
Fallout is een serie van computerrollenspellen ontwikkeld door Interplay Entertainment en Bethesda Softworks. De oorspronkelijke uitgever is Interplay, welke de rechten in handen had tot april 2007. Voordat de licentie verkocht werd aan Bethesda, was Interplay bezig met de ontwikkeling van een derde deel in de serie (codenaam Van Buren). Dit project werd geannuleerd toen Black Isle Studios gesloten werd in 2003.
Aan het einde van de 20ste eeuw kwam Interplay in financiële problemen, vanwege de opkomst van consoles terwijl de uitgever gefocust was op computers. Vandaar dat Interplay in 2004 een exclusieve licentie voor de ontwikkeling van drie Fallout spellen verkocht aan Bethesda. Echter hielden de financiële problemen aan en uiteindelijk werd de Fallout licentie in 2007 verkocht aan Bethesda. Tevens stelde de overeenkomst Interplay in staat om een MMORPG rond de Fallout serie te ontwikkelingen onder de voorwaarden dat de volledige ontwikkeling begint voor april 2009 met een minimum budget van $ 30 miljoen. In 2012 verloor Interplay de licentie voor een MMO Fallout game, omdat niet voldaan was aan de voorwaarden.
In 2024 kwam de televisieserie-adaptie Fallout uit met een compleet nieuw verhaal.

## Een post-nucleair rollenspel
De Fallout-serie speelt zich af in een divergente, anachronistische toekomst. Deze toekomst lijkt op het beeld dat de Amerikaanse bevolking had gedurende de jaren '40 tot '60. De thematiek heeft veel weg van de klassieke tekenfilmserie The Jetsons. In dit alternatieve tijdsverloop is de transistor niet uitgevonden en heeft na de Tweede Wereldoorlog nucleaire energie een razendsnelle ontwikkeling doorgemaakt en zo kan de Amerikaanse burger worden voorzien van science-fictionachtige technologieën, daardoor zijn er geavanceerde robots, kernenergie-aangedreven auto's en andere futuristische technologie te zien naast 1950-tijdperk computers en ander meubilair.
Deze hoge levensstandaard lijdt er echter toe dat in de loop van de 21ste eeuw alle grondstoffen schaars worden: olie en uraniumreserves raken uitgeput waarop de Verenigde Staten Mexico annexeren. China besluit over te gaan tot het bezetten van de staat Alaska waar de Verenigde Staten de laatste vaten olie nog oppompen. De Verenigde Staten annexeren Canada om troepen en materieel eenvoudiger naar het felbegeerde Alasaka te transporteren. De Chinezen worden na een hevige strijd verdreven.
De internationale spanningen bereiken op 23 oktober 2077 hun hoogtepunt: alle kernmachten lanceren binnen twee uur alle kernwapens die hun arsenalen rijk zijn en vernietigen bijna al het leven op Aarde. Deze gebeurtenis zal later door de weinige overlevenden worden beschreven als The Great War (De Grote Oorlog). De overlevenden hiervan zijn veelal blootgesteld aan grote hoeveelheden straling. Enkelen hebben zich veilig kunnen stellen door in door Vault-Tec gebouwde nucleaire schuilbunkers, genaamd Vaults, onderdak te nemen. In totaal zijn 122 Vaults gebouwd. Mensen konden een plaats in een Vault reserveren als zij daar genoeg geld voor hadden, er voor in aanmerking kwamen of als er nog plaats was. De officiële bedoeling van de Vaults was het garanderen van het voortbestaan van de mensheid na een kernoorlog. In de spellen, met name in Fallout 3, blijkt echter dat de Vaults bedoeld waren als sociaal en medisch experiment door de regering en het leger van de VS. Elke Vault had een specifiek testdoel waarbij een bepaalde variabele afweek van de andere Vaults.
De bewoners van de Vaults konden vele jaren onafhankelijk van de buitenwereld leven maar uiteindelijk moeten ze toch naar buiten om aan hun behoeften te kunnen blijven voldoen. Daarnaast speelt de vraag wat de waarde van het leven is als men het hele leven opgesloten blijft in de toch vrij kleine Vault.
De buitenwereld kenmerkt zich door een verwoest landschap en de afwezigheid van openbare orde. Door de alomtegenwoordige straling zijn bij velen genetische mutaties ontstaan. Later blijkt ook dat sommige mutaties opzettelijk door de mensheid (het leger) opgewekt zijn in de hoop onverslaanbare strijdkrachten te krijgen.
De speler is in de verschillende delen van het spel vrij om te doen wat hij of zij wil. Het samenstellen van een personage wordt mogelijk gemaakt door een uniek systeem genaamd S.P.E.C.I.A.L. (Strength, Perception, Endurance, Charisma, Intelligence, Agility, Luck). Door een bepaalde hoeveelheid punten te investeren in deze eigenschappen (kracht, perceptie, uithoudingsvermogen, charisma, intelligentie, behendigheid of geluk) wordt het karakter gevormd. Het gehele spel past zich aan op basis van dit puntensysteem. Zo zal een minder charismatisch personage anders worden behandeld en hebben personages met weinig intelligentie een spraakgebrek.

## De Fallout wereld
Men kiest een karakter, waarvan men zelf de basisvaardigheden moet bepalen.
Na deze keuze mag men de Fallout-wereld in. Deze wereld is Californië in de toekomst. Het centraal gezag is weggevallen en een ontmoeting kan dus een gesprek, een deal, of een gevecht betekenen. Behalve voor de mensen dient men ook op de hoede te zijn voor mutanten.

## Spellen
| Uitgave | Titel                                 | Platform                                                        | Ontwikkelaar            |
| ------- | ------------------------------------- | --------------------------------------------------------------- | ----------------------- |
| 1997    | Fallout                               | Mac OS, Windows                                                 | Interplay Entertainment |
| 1998    | Fallout 2                             | Mac OS, Windows                                                 | Black Isle Studios      |
| 2001    | Fallout Tactics: Brotherhood of Steel | Windows                                                         | Micro Forté             |
| 2004    | Fallout: Brotherhood of Steel         | PlayStation 2, Xbox                                             | Interplay Entertainment |
| 2008    | Fallout 3                             | PlayStation 3, Windows, Xbox 360                                | Bethesda Game Studios   |
| 2010    | Fallout: New Vegas                    | PlayStation 3, Windows, Xbox 360                                | Obsidian Entertainment  |
| 2015    | Fallout Shelter                       | Android, iOS, Nintendo Switch, PlayStation 4, Windows, Xbox One | Bethesda Game Studios   |
| 2015    | Fallout 4                             | PlayStation 4, Windows, Xbox One                                | Bethesda Game Studios   |
| 2018    | Fallout 76                            | PlayStation 4, Windows, Xbox One                                | Bethesda Game Studios   |

### Fallout 1
Vault 13 (Bunker 13) aan de West-Amerikaanse kust is 80 jaar lang afgesloten geweest van de buitenwereld. Na een catastrofale kernoorlog is de beschaving in elkaar gezakt. Aan het begin van het verhaal wordt duidelijk dat de computerchip die het water voor de bunkerbewoners moet zuiveren kapot is. Het is de taak van de protagonist, de "Vault Dweller" (Bunker Bewoner), om de bunker te verlaten en een nieuwe chip te vinden. Na het kiezen van een voorgeprogrammeerd karakter of een uniek door de speler gemaakt karakter, begint het verhaal echt. Eerst moet duidelijk worden hoe de wereld er na al die jaren voorstaat. Al snel komt men erachter dat er mensen zijn die de oorlog en de jaren erna hebben overleefd. Zij leven in kleine gemeenschappen en zijn voor hun overleving afhankelijk van hun eigen kracht. Na dit eerste contact blijkt dat er grote problemen zijn met verschrikkelijke mutaties van mens en dier. De speler zal uiteindelijk niet alleen voor zijn eigen bunker, maar voor de hele mensheid moeten vechten en maar weinigen zullen kunnen waarderen wat hij zal moeten doorstaan.

### Fallout 2
De speler is een afstammeling van de hoofdpersoon uit Fallout 1. Het dorp waar de speler verblijft, dreigt niet meer in zijn bestaan te kunnen voorzien. Daarom verlaat de protagonist zijn dorp om een Garden of Eden Creation Kit (G.E.C.K.) te vinden.

### Fallout Tactics: Brotherhood of Steel
In Fallout Tactics: Brotherhood of Steel is de speler een soldaat van de Brotherhood of Steel met een squad onder zijn hoede en moet hij missies uitvoeren in opdracht van generaal Barnecy. Het spel speelt zich af in dezelfde omgeving als Fallout 1 en 2, maar het verhaal staat compleet los van de eerdere delen. In de eerste missie vecht de speler enkel tegen mensen en dieren, in de laatste missie neemt hij het op tegen grote snelle robots. Ook is er in dit deel voor het eerst een multiplayer functie naast de single player functie toegevoegd.

### Fallout 3
In Fallout 3 begint de speler in Vault 101, die gebouwd is ergens aan de westkant van Washington D.C. De Vault is onderdeel van een aantal experimentele Vaults. De Vault is als onderdeel van dit experiment 200 jaar gesloten geweest. Het spel speelt dus ruim na de periode waarin Fallout 1 en 2 speelden.

### Fallout: New Vegas
Fallout: New Vegas is op de markt gebracht in oktober 2010 en speelt zich af in het jaar 2280, drie jaar na Fallout 3 en 203 jaar na de Grote Oorlog van 2077. Het spel speelt zich af in het post-apocalyptische Las Vegas, Nevada en de Mojavewoestijn. In tegenstelling tot andere steden in de Fallout-serie, werd Vegas niet rechtstreeks getroffen door de nucleaire aanval. De gebouwen zijn grotendeels intact gebleven en mutatie van de bewoners is minimaal.
De stad is verdeeld tussen verschillende facties, onder andere The New California Republic (NCR), Caesar's Legion en de facties van New Vegas zelf. Er zijn verschillende monumenten opgenomen in de speelwereld van Fallout: New Vegas. Onder meer de Hoover Dam en de HELIOS One zonne-energie-installaties.

### Fallout 4
In Fallout 4 speelt men de laatste overlevende van Vault 111. In de eerste 10 minuten speelt het spel zich af op 23 oktober 2077, de dag dat de bommen werden gegooid. Na deze intro speelt het spel zich af op 23 oktober 2287, 210 jaar na de grote oorlog en 7 jaar na Fallout 3. Als de speler Vault 111 verlaat, gaat hij op zoek naar zijn zoon, die werd gekidnapt toen zij nog in de Vault waren.

### Fallout 76
Fallout 76 is in tegenstelling tot de vorige spellen in de serie exclusief een multiplayerspel. Het spel speelt zich af in West Virginia anno 2102; 25 jaar nadat de staat werd geraakt door de nucleaire explosies.
Fallout 76 werd op 30 mei 2018 voor het eerst aangekondigd en kwam op 14 november 2018 uit.